# Hein Godenwind, de Admiral von Moskitonien

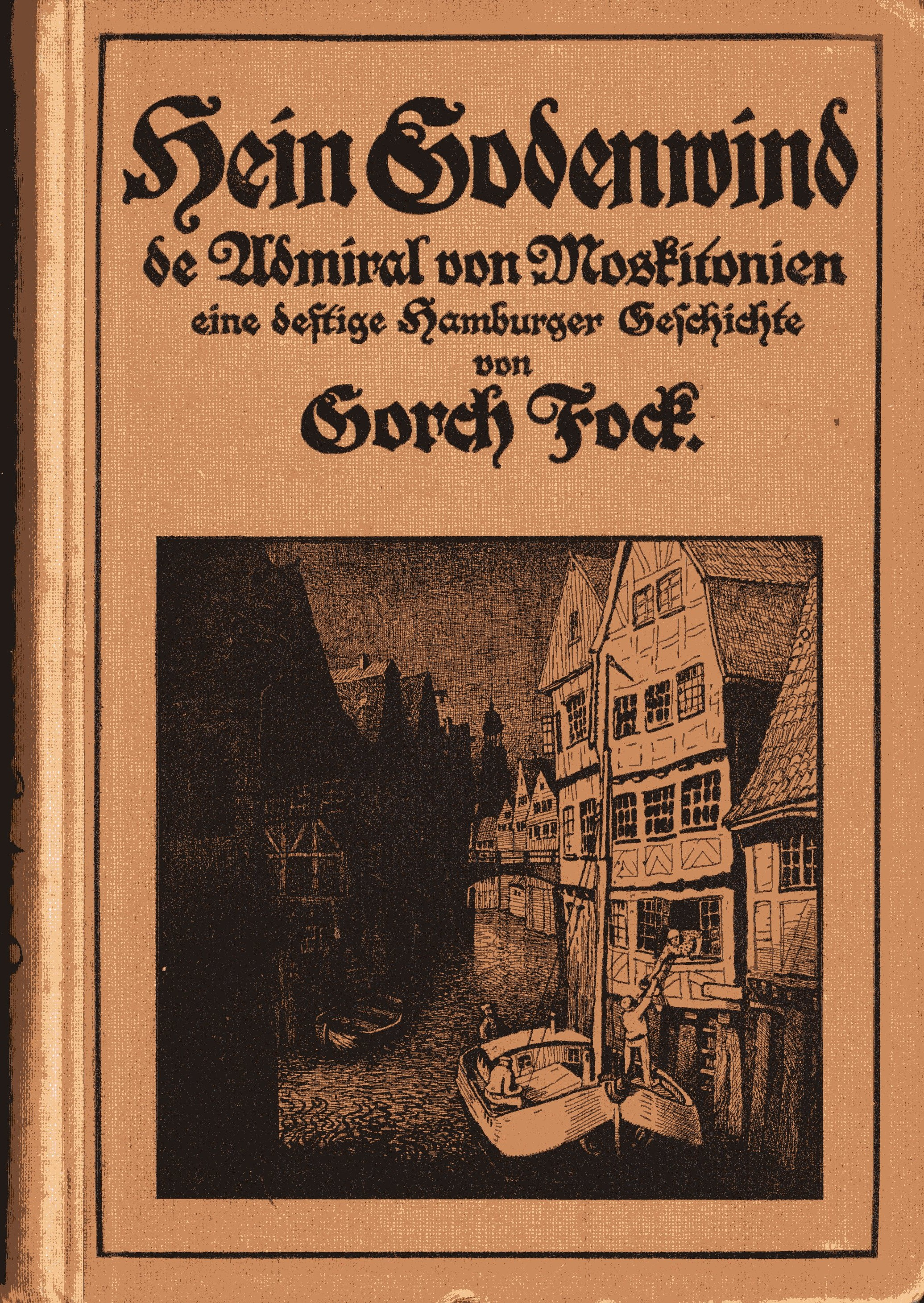
Titelblatt von Gorch Focks Roman "Hein Godenwind, de Admiral von Moskitonien" (Hamburg 1912, Verlag M. Glogau jr.)

Hein Godenwind, de Admiral von Moskitonien, Untertitel: Eine deftige Hamburger Geschichte, ist ein Schwank von Gorch Fock. Das Werk erschien zum Weihnachtsgeschäft 1911 (formal 1912) auf Niederdeutsch bei M. Glogau, jr. in Hamburg.

## Handlung
Hamburg um 1908 zur Zeit der Zeppelinspende. Der Seemann Hein Godenwind lebt in Hamburg zur Untermiete bei Anna Susanna Butendiek. Hein war einmal Admiral der Flotte des (fiktiven) Karibikstaates Moskitonien (siehe Miskitoküste) und bezieht eine Pension, die allerdings seit drei Jahren vom Hamburger Generalkonsulat Moskitoniens aus unbekannten Gründen nicht mehr ausbezahlt wird. Alle Anfragen des Vizekonsuls Lopez an das Ministerium in Moskitonien bleiben unbeantwortet. Auch der Generalkonsul, der Hamburger Unternehmer Breckwoldt, kann sich den Vorgang nicht erklären.
Anna Susannas Ersparnisse sind aufgebraucht, da Hein seit drei Jahren keine Miete mehr zahlt. Daher droht nun beiden die Kündigung der Wohnung. Hein entschließt sich daher, nach Moskitonien zu reisen und dort beim Minister persönlich vorstellig zu werden. Mit der Tjalk De Admiral von Hamburg bricht er mit Anna Susanna, seinem einarmigen Steuermann und seinem blinden Segelmacher nach Moskitonien auf.
Nördlich von Norderney geraten sie jedoch in einen furchtbaren Sturm. Sie sichten das treibende Wrack eines englischen Segelschiffs, auf dem sich noch einige Schiffbrüchige befinden. Mit dem Beiboot der Admiral von Hamburg gelingt zwar deren Rettung, aber der Segelmacher und der Steuermann verlieren dabei ihr Leben. Hein gelingt es, Cuxhaven zu erreichen, wo der Lebensretter als Held gefeiert wird.
Inzwischen hat Generalkonsul Breckwoldt herausgefunden, dass Vizekonsul Lopez die Pensionszahlungen Heins unterschlagen und die Briefe an den Minister verbrannt hat. Per Telegrafie hat Breckwoldt den Minister informiert, der daraufhin 12.000.- Mark für Hein angewiesen hat. Breckwoldt schickt seinen Sohn nach Cuxhaven, der Hein das Geld übergibt. Hein und Anna Susanna heiraten und der frühere Admiral Moskitoniens eröffnet eine Stiftung für mittellose Seeleute.

## Rezeption
Nach Schütt wurde das Werk von der Kritik als „Schnellschuss“ abgetan, unter anderem wegen dem dort verwendeten uneinheitlichen Plattdeutsch, war aber bei der Leserschaft sehr beliebt, so auch bei Focks Förderer Julius Caesar Stülcken. Bis 1944 wurde der Roman mehrmals aufgelegt. 2011 und 2017 erschienen in Hamburg Neuauflagen bei tredition und Severus.
1936 verfasste der niederdeutsche Autor Hans Balzer auf der Grundlage des Romans das Theaterstück Hein Godenwind. Ein deftiges Seemannsgarn in 6 Törns nach Gorch Fock (Leipzig, Dietzmann).  Es wurde unter anderem 2019 auf der Oldenburger August-Hinrichs-Bühne aufgeführt.
Radio Bremen sendete das Stück erstmals 1957 als Hörspiel unter der Regie von Wolfgang Harprecht mit Carl Hinrichs in der Titelrolle.
Nach dem Protagonisten des Werks wurden bislang drei Schiffe benannt:
1. 1917 der Hilfsminensucher der Kaiserlichen Marine Hein Godenwind
2. 1933 das Vollschiff Hein Godenwind
3. 1960 das Seebäderschiff Hein Godenwind.